# Меч Дракона
Меч дракона (кит.: 天将雄狮) — китайський історичний бойовик режисера Деніела Лі.

## Сюжет
Під час правління династії Хань командира загону охорони Західного регіону Хо Аня разом із його командою відправляють до розваленої фортеці на Шовковому шляху. Через деякий час римський легіон під керівництвом генерала Луція в пошуках води і провіанту загрожує напасти на фортецю.

## У ролях
- Джекі Чан — Хо Ань
- Джон К'юсак — Луцій
- Едрієн Броуді — Тиберій
- Чхве Сі Вон
- Лінь Пен
- Міка Ванг
- Янг Сяо
- Таілі Ванг
- Шаофен Фенг
- Лорі Пестер — цариця Парфії
- Шарні Вінсон — дружина Красса

## Відгуки
Фільм отримав змішані відгуки кінокритиків. На сайті Rotten Tomatoes його рейтинг складає 36 % на основі 39 рецензій із середньою оцінкою 4,3 з 10. Критик IGN поставив фільму оцінку 6 з 10, похваливши фільм за бойові сцени, але вони навряд чи можуть врятувати фільм від незрозумілої сюжетної лінії.